# Žďár, Písek
Žďár là một làng thuộc huyện Písek, vùng Jihočeský, Cộng hòa Séc.